# Linea KTR Miyafuku
La  linea Miyafuku (宮福線?, Miyafuku-sen) della Ferrovia Kitakinki Tango è una ferrovia a scartamento ridotto che collega le stazioni di Fukuchiyama della città omonima e Miyazu, a Miyazu, entrambe nella prefettura di Kyoto. La linea è interamente a binario singolo elettrificato a 1500 V in corrente continua e permette una velocità massima di 130 km/h.

## Servizi
La linea ha treni locali, rapidi ed espressi limitati con diversi schemi di fermata.
- Locale (普通?, futsū)

Ferma in tutte le stazioni della linea
- Rapido (快速?, Kaisoku) ("RA")

Ferma in un numero inferiore di stazioni all'interno della linea
- Espresso Limitato (特急?, Tokkyū) ("EL")

I treni espressi limitati sono di tre tipi, di cui due in cogestione con la JR West:
Hashidate (Kyoto - Fukuchiyama - Amanohashidate - Kumihama)
Kounotori (Shin-Osaka -  Fukuchiyama - Amanohashidate)
Tango Liner (Fukuchiyama - Amanohashidate - Toyooka)

## Stazioni
- Tutte le stazioni si trovano nella prefettura di Kyoto.
- Legenda: ● - tutti i treni fermano; ▲ - alcuni trenifermano; | - tutti i treni passano

| Stazione          | Giapponese     | Distanza | Distanza | RA | LE | Collegamenti                                       | Posizione   |
| Stazione          | Giapponese     | Interst. | Totale   | RA | LE | Collegamenti                                       | Posizione   |
| ----------------- | -------------- | -------- | -------- | -- | -- | -------------------------------------------------- | ----------- |
| Linea Miyafuku    |                |          |          |    |    |                                                    |             |
| Fukuchiyama       | 福知山         | -        | 0.0      | ●  | ●  | JR West: Linea principale San'in Linea Fukuchiyama | Fukuchiyama |
| Atsunaka-Tonya    | 厚中問屋       | 1.5      | 1.5      | ▲  | \| |                                                    | Fukuchiyama |
| Aragakashinokidai | 荒河かしの木台 | 1.4      | 2.9      | ▲  | \| |                                                    | Fukuchiyama |
| Maki              | 牧             | 2.2      | 5.1      | ▲  | \| |                                                    | Fukuchiyama |
| Shimo-Amazu       | 下天津         | 2.5      | 7.6      | ▲  | \| |                                                    | Fukuchiyama |
| Gujō              | 公庄           | 2.4      | 10.0     | ▲  | \| |                                                    | Fukuchiyama |
| Ōe                | 大江           | 2.5      | 12.5     | ●  | ●  |                                                    | Fukuchiyama |
| Ōe-Kōkōmae        | 大江高校前     | 0.9      | 13.4     | ▲  | \| |                                                    | Fukuchiyama |
| Futamata          | 二俣           | 2.0      | 15.4     | \| | \| |                                                    | Fukuchiyama |
| Ōeyamaguchi-Naiku | 大江山口内宮   | 2.2      | 17.6     | ▲  | \| |                                                    | Fukuchiyama |
| Karakawa          | 辛皮           | 3.7      | 21.3     | \| | \| |                                                    | Miyazu      |
| Kita              | 喜多           | 6.0      | 27.3     | \| | \| |                                                    | Miyazu      |
| Miyamura          | 宮村           | 1.6      | 28.9     | ▲  | \| |                                                    | Miyazu      |
| Miyazu            | 宮津           | 1.5      | 30.4     | ●  | ●  | Linea KTR Miyazu                                   | Miyazu      |
| Linea Miyazu      |                |          |          |    |    |                                                    |             |
| Amanohashidate    | 天橋立         | 4.4      | 34.8     | ●  | ●  |                                                    | Miyazu      |